# 南都ディーシーカード
南都ディーシーカード株式会社（なんとディーシーカード、NANTO DC CARD CO.,LTD.）は南都銀行の系列会社であり、ディーシーカードのフランチャイジーである。同行の顧客基盤をもとに主に奈良県内でディーシーカードの発行、加盟店の獲得している。

## 関連会社
- 南都銀行
- 三菱UFJニコス